# سنگ لوح
سنگ لوح یا اسلیت یک سنگ دگرگونی ریزدانه با شیستوزیته می‌باشد که از دگرگونی خفیف شیل‌های رسوبی تشکلیل شده از سنگ‌های رسی و خاکستر آتش فشان پدید آمده‌است. اسلیت ریزدانه‌ترین سنگ دگرگونی با شیستوزیته می‌باشد. جهت شیستوزیته در اسلیت‌ها در جهت فشارهای دگرگونی است نه لزوماً در جهت لایه بندی رسوبی.
به این شیستوزیته قوی " کلیواژ اسلیتی " می‌گویند که در اثر فشار قوی که بر دانه‌های ریز رس وارد شده و باعث می‌شود که آن‌ها در صفحاتی موازی با جهت فشار رشد کنند. اگر ورقه‌های اسلیت‌ها را با ابزاری در جهت شیستوزیته از هم جدا کنیم می‌توانیم از آن‌ها برای ساختن سقف خانه‌ها استفاده کنیم. اسلیت‌ها معمولاً خاکستری رنگ یا سیاه می‌باشند ولی به رنگ‌های بنفش، سبز و سبزآبی نیز دیده می‌شوند.
اسلیت را نباید با شیل یا شیست به علت شکلشان اشتباه بگیریم.

## ترکیب کانی شناسی
اسلیت از ترکیب کانی‌هایی مانند کوارتز و موسکویت و ایلیت ساخته شده‌است که معمولاً همراه کانی‌های بیوتیت، کلوریت، هماتیت و پیریت و کمتر همراه آپاتیت، اوژیت، کائولینیت، مگنتیت، تورمالین، زیرکن، و فلدسپات دیده می‌شود.

## کاربردها

### اسلیت در ساختمان‌سازی
از اسلیت می‌توان قطعاتی برای پوشش سقف خانه‌ها ساخت و از آنجایی که جذب آب آن خیلی کم است، آن را به یک مادهٔ ایده‌آل برای این کار تبدیل می‌کند. ورقه‌های اسلیت به صورت پله‌ای و با شیب‌های متفاوت در سطوح بالایی ساختمان بر روی نمای اصلی ساختمان، بالای پنجره‌ها، پوشش آلاچیق، سردر ورودی مجتمع‌ها و… نصب می‌شوند. از اسلیت برای سنگ فرش کردن خیابان‌ها، پیاده‌روها و پله‌ها نیز استفاده می‌شود.

### استفاده‌های دیگر
به دلیل اینکه اسلیت یک عایق خوب الکتریکی – حرارتی است، در اوایل قرن بیستم از آن به عنوان تخته، کلیدهای الکتریکی، و رله در موتورهای بزرگ الکتریکی استفاده می‌شده‌است.در قرن‌های هجده و نوزده از اسلیت به عنوان تخته سیاه استفاده می‌شده. در مناطقی که اسلیت یافت می‌شود، از جنس مرغوب آن برای ساختن سنگ قبر نیز استفاده می‌شود.

## فسیل‌ها
به دلیل اینکه اسلیت در دما و فشار پایین به وجود آمده‌است در مقایسه با دیگر سنگ‌های دگرگونی امکان یافت شدن فسیل در آن‌ها وجود دارد. در بعضی موارد بقایای جانداران میکروسکوپی نیز در آن‌ها دیده می‌شود.